# حالة مرتبطة
في الفيزياء يعبر مصطلح حالة مرتبطة عن ارتباط أو تركيب بين اثنين من أو أكثر من الكتل البنائية (الجسيمات أو الأجسام) والتي تتصرف كأنها جسم واحد.
أما في ميكانيكا الكم فإن الحالة المرتبطة تمثل حالة ضمن فضاء هلبرت تمثل جسيمين أو أكثر تكون طاقة التآثر بينهما سالبة وبالتالي يستحيل فصلهما عن بعضهما.